# Червенці
Черве́нці (болг. Червенци) — село у Варненській області Болгарії. Входить до складу общини Вилчий Дол.

## Населення
За даними перепису населення 2011 року у селі проживали 518 осіб.
Національний склад населення села:
| Національність   | Кількість осіб | Відсоток |
| ---------------- | -------------- | -------- |
| болгари          | 473            | 96,7%    |
| цигани           | 10             | 2,0%     |
| турки            | 5              | 1,0%     |
| Всього відповіли | 489            |          |

Розподіл населення за віком у 2011 році:
Динаміка населення: